# Herzogenbuchsee
Herzogenbuchsee (Bernduits: Herzogebuchsi) is een gemeente en plaats in het Zwitserse kanton Bern, en maakt deel uit van het district Oberaargau.
Herzogenbuchsee telt 6.979 inwoners.

## Kerkbrand
Op Kerstavond 2019 brak 's ochtends brand uit in de toren van de kerk van Herzogenbuchsee. Nadat het vuur eerst onder controle leek, laaide het 's avonds terug op, waarna de kerktoren deels instortte. De schade werd geschat in de miljoenen.

## Geboren
- Marie Sollberger (1846-1917), pionier in de Zwitserse abstinentiebeweging voor vrouwen
- Pierre du Bois de Dunilac (1943-2007), schrijver, politiek wetenschapper, filantroop en humanist.
- Franziska Rochat-Moser (1966-2002), atlete

## Overleden
- Marie Sollberger (1846-1917), pionier in de Zwitserse abstinentiebeweging voor vrouwen
- Lina Bögli (1858-1941), schrijfster